# Château de Réthy
Le château de Réthy ou chateau du Four est une maison de campagne ressemblant à un château située dans la commune belge de Réthy.
Il est situé le long de la route reliant Réthy à Kasterlee et a été construit en 1906 dans un style néo-gothique sur un projet de l'architecte Louvaniste Pierre Langerock pour le compte de François du Four, bourgmestre de Turnhout et propriétaire de l'imprimerie Brepols. Pendant les mois d'été, le château servit de résidence de vacances à la famille Du Four et, pendant l'hiver, des chasses y étaient organisées. Le magnifique parc paysager anglais de 30 hectares a été créé par l'architecte paysagiste bruxellois Jules Buyssens.
La Klyn Hoeve, petite ferme en français, est situé à l'entrée du domaine. Cette ferme, avec son bâtiment principal, son potager et son verger, fournissait de la nourriture au château à l'époque. La Klyn Hoeve est probablement la plus ancienne ferme de Réthy. Elle est déjà mentionnée au XVIe siècle. Il a ensuite été utilisé comme grange dîmière. La ferme est actuellement utilisée comme brasserie.
Le relais sert actuellement de résidence à un club de motards tandis que les anciennes écuries se trouvent de l'autre côté de la route. Celles-ci sont incluses dans le domaine de vacances De Linde.